# Gießen

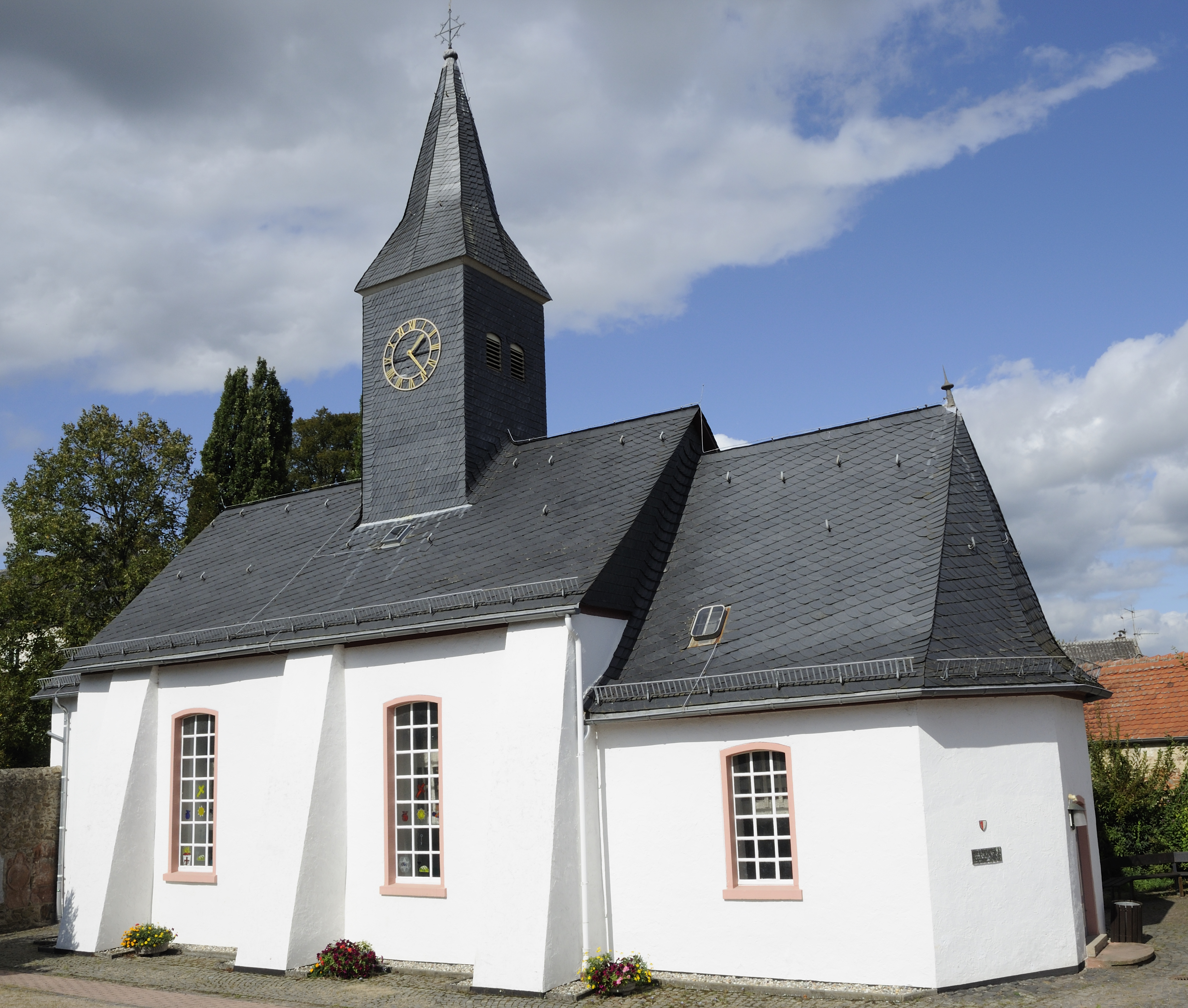
Kościół ewangelicki.

Gießen posłuchajⓘ – powiatowe miasto uniwersyteckie w Niemczech w kraju związkowym Hesja, stolica rejencji Gießen oraz powiatu Gießen.
Gießen to miasto o szczególnym statusie (Sonderstatusstadt), oznacza to że przejęło niektóre zadania powiatu.

## Historia

### Kalendarium
- ok. 1150 – hrabiowie von Gleiberg założyli zamek w Gießen
- po raz pierwszy wzmiankowane w 1197
- 1248 – nadanie praw miejskich
- 1450 – zbudowanie ratusza
- 1484 – zbudowanie kościoła
- 27 marca 1560 – pożar zniszczył północną część miasta
- 1609 – otwarto pierwszy w Niemczech ogród botaniczny
- 1634/1635 – epidemia dżumy
- 1849 – miasto zostało przyłączone do sieci kolejowej

W czasie II wojny światowej 1000 Żydów zostało deportowanych do obozów koncentracyjnych. Dwa ataki lotnictwa angielskiego 2 i 6 grudnia 1944 zniszczyły Stare Miasto, mimo to najważniejsze węzły kolejowe i obiekty wojskowe pozostały nienaruszone. 27 marca 1945 do miasta weszła armia amerykańska.
W 1953 r. zamknięto ostatnią linię tramwajową, w zamian za to uruchomiono linie trolejbusowe. Do 1971 r., poprzez przyłączenie miejscowości Allendorf i Rödgen liczba mieszkańców wzrosła do 78 tys. W 1977 r. z Gießen, Wetzlar i 14 okolicznych gmin utworzono miasto Lahn z 156 tys. mieszkańcami. Po zaledwie 31 miesiącach zostało ono jednak rozwiązane.

## Uniwersytet
19 maja 1607 przywilejem cesarza Rudolfa II powołany został do życia uniwersytet, którego wykładowcami byli m.in.:
- Justus von Liebig (w latach 1824–1852)
- Wilhelm Conrad Röntgen (w latach 1879–1888)
- Hermann Hirt
- Moritz Pasch
- Walther Bothe (w latach 1930–1932)

## Gospodarka
W mieście rozwinął się przemysł maszynowy, metalowy, chemiczny, włókienniczy, szklarski oraz spożywczy.

## Polacy w Gießen
Gießen jest dużym ośrodkiem Polonii. W mieście działa od 1946 Polska Misja Katolicka (PMK) przy kościele Św. Wojciecha (St. Adalbert). Większość Polaków mieszka w zachodniej części miasta „Weststadt”, za rzeką Lahn.

## Współpraca
Miejscowości partnerskie:
- Ferrara, Włochy
- Gödöllő, Węgry
- Hradec Králové, Czechy
- Kerkrade, Holandia
- Morąg, Polska
- Netanja, Izrael
- San Juan del Sur, Nikaragua
- Waterloo, Stany Zjednoczone
- Winchester, Wielka Brytania